# آماتور (فیلم ۲۰۲۵)
آماتور (به انگلیسی: The Amateur) یک فیلم دلهره‌آور و جاسوسی آمریکایی محصول سال ۲۰۲۵ به کارگردانی جیمز هاوز و نویسندگی گری اسپینلی و با بازیگری نقش اول رامی ملک است که بر اساس رمانی به همین نام نوشته رابرت لیتل در سال ۱۹۷۱ ساخته شده‌است، که قبلاً در آن سال در فیلمی اقتباس شده بود. این فیلم که توسط دن ویلسون و هاچ پارکر برای استودیوهای قرن بیستم تهیه شده‌است. رامی ملک، ریچل بروزناهان، کترینا بلف، آدریان مارتینز، لارنس فیشبرن، هولت مک‌کالانی و جولیان نیکلسون به ایفای نقش می‌پردازند.
این فیلم در تاریخ ۱۱ آوریل ۲۰۲۵ اکران شد؛  پیش از این، برای اکران در ۸ نوامبر ۲۰۲۴ برنامه ریزی شده بود.

## داستان
پس از اینکه چارلز ولر، رمزنگار سازمان اطلاعات مرکزی، همسرش را در یک حمله تروریستی لندن از دست می‌دهد، متوجه می‌شود که روسایش به دلیل اولویت‌های داخلی متضاد اقدامی نمی‌کنند. او شروع به باج‌گیری از آژانس می‌کند تا او را آموزش دهد و بگذارد خودش به دنبال آنها برود.
داستان از جایی شروع می‌شود که چارلی هلر، رمزنگار سیا، مشغول بازسازی یک هواپیمای سسنا به عنوان هدیه‌ای برای همسرش، سارا، است. سارا برای یک سفر کاری به لندن می‌رود. در همین حین، چارلی در بخش رمزگشایی و تحلیل سیا با یک مأمور میدانی به نام جکسون اوبراین با اسم رمز «خرس» و یک منبع ناشناس به نام «اینکوئیلین» دوست می‌شود. اینکوئیلین فایل‌های محرمانه‌ای را فاش می‌کند که نشان می‌دهد الکس مور، رئیس مرکز فعالیت‌های ویژه سیا و مافوق چارلی، حملات پهپادی با انگیزه‌های سیاسی را به عنوان بمب‌گذاری‌های انتحاری جا زده است. کمی بعد، سامانتا اوبراین، رئیس سیا، به چارلی اطلاع می‌دهد که سارا در یک حمله تروریستی کشته شده است.
چارلی عزادار، یافته‌های خود را ارائه می‌دهد: پس از یک معامله تسلیحاتی ناموفق، چهار مهاجم سارا و دیگران را گروگان گرفته و او را پیش از فرار به قتل رسانده‌اند. چارلی مظنونین را شناسایی می‌کند: میشکا بلاژیچ (جنایتکار بلاروسی)، الیش (عملیات‌کننده سابق نیروهای ویژه آفریقای جنوبی)، گرچن فرانک (افسر سابق اطلاعات ارمنستان) و مغز متفکر فراری، هورست شیلر (قاتل سارا). اما مور و معاونش، کالب هوروویتز، اصرار دارند که در حال از بین بردن کل شبکه شیلر هستند. چارلی که مصمم به انتقام سارا است، مور را با دستورات مجرمانه‌اش که باعث کشته شدن صدها غیرنظامی و متحد شده، روبرو می‌کند. چارلی با تهدید به افشای اطلاعات، منابع و آموزش‌های ویژه مأموریت در «مزرعه» را برای شخصاً شکار چهار مهاجم طلب می‌کند.
چارلی به کمپ پیری فرستاده می‌شود تا با سرهنگ رابرت هندرسون آموزش ببیند. او در ساخت بمب عالی عمل می‌کند، اما هندرسون معتقد است که چارلی قادر به کشتن نیست. مور و کالب با جستجو در خانه و محل کار چارلی، سی‌دی‌ای را که او در دستگاه پخش موسیقی یک بار پنهان کرده بود، پیدا می‌کنند، اما متوجه می‌شوند که چارلی بلوف زده است. به هندرسون دستور داده می‌شود تا چارلی را از بین ببرد، اما چارلی فایل‌هایی را که در دفتر مور گذاشته بود، شنود کرده و قبلاً کشور را ترک کرده است.
چارلی، گرچن را در پاریس ردیابی می‌کند و با دنبال کردن یک آموزش قفل‌گشایی، وارد آپارتمان او می‌شود. او قرار ملاقات گرچن در یک کلینیک آلرژی را کشف می‌کند و اسلحه‌ای برمی‌دارد، اما نمی‌تواند او را بکشد. چارلی که از خاطرات سارا رنج می‌برد، گرچن را در کلینیک آلرژی در یک محفظه هایپرباریک که با گرده پر می‌کند، به دام می‌اندازد. چارلی محل اختفای شیلر را می‌خواهد، اما حاضر نیست گرچن بمیرد و او را آزاد می‌کند. گرچن به خیابان فرار می‌کند و به طرز مرگباری توسط یک ون زیر گرفته می‌شود.
چارلی با برداشتن تلفن گرچن به مارسی فرار می‌کند، جایی که هندرسون او را در یک بار به دام می‌اندازد، اما چارلی یک انفجار در حمام ایجاد کرده و فرار می‌کند. او از اینکوئیلین کمک می‌خواهد و به استانبول قاچاق می‌شود، جایی که اینکوئیلین خود را به عنوان بیوه روسی یک افسر سابق کا.گ. ب کشته شده فاش می‌کند که جای او را به عنوان منبع چارلی گرفته است. آنها بلاژیچ را در یک هتل لوکس در مادرید ردیابی می‌کنند. در همین حال، سامانتا متوجه می‌شود که مور، هندرسون را به دنبال چارلی فرستاده است و به زیردست خود بی‌اعتماد می‌شود و مأمور خود را برای محافظت از چارلی اعزام می‌کند.
در مادرید، چارلی با بلاژیچ در حالی که در استخر پشت بام هتل شنا می‌کند، روبرو می‌شود و تجهیزات غواصی را برای کاهش فشار هوا بین صفحات شیشه‌ای استخر دستکاری کرده است. هنگامی که بلاژیچ از همکاری امتناع می‌کند، چارلی شیشه را می‌شکند و او را به پایین پرتاب می‌کند و بلاژیچ کشته می‌شود. او نزدیک است توسط هندرسون دستگیر شود که توسط مأمور سامانتا مورد حمله قرار می‌گیرد؛ در این کشمکش، هندرسون مورد اصابت گلوله قرار می‌گیرد اما مأمور را می‌کشد و چارلی فرار می‌کند. کالب متوجه می‌شود که چارلی با کسی در ارتباط است و اینکوئیلین را ردیابی می‌کند. او با رئیس ایستگاه کا.گ. ب روسیه تماس می‌گیرد و یک تیم ضربت اف.اس. بی روسیه به استانبول فرستاده می‌شود و اینکوئیلین هنگام فرار با چارلی کشته می‌شود.
چارلی، الیش را در رومانی تحت پوشش فروش موشک به او ردیابی می‌کند و او را با یک ماده منفجره دست‌ساز به دام می‌اندازد و او را مجبور می‌کند فاش کند که شیلر از یک کشتی در دریای بالتیک فعالیت می‌کند. او تلفن الیش را برمی‌دارد و او را رها می‌کند تا در انفجار بمیرد. چارلی به پریمورسک می‌رسد تا عملیات شیلر را جاسوسی کند. «خرس» با او روبرو می‌شود، اما چارلی از انتقام خود دست نمی‌کشد.
چارلی دستگیر شده و به کشتی شیلر آورده می‌شود و با قاتل سارا رو در رو می‌شود. شیلر یک اسلحه پر شده و فرصت انتقام را به او می‌دهد. در عوض، چارلی فاش می‌کند که کشتی را هک کرده و آن را به خلیج فنلاند هدایت می‌کند، جایی که شیلر توسط پلیس فنلاند و اینترپل بازداشت می‌شود. مور و کالب به دلیل عملیات‌های بدون مجوز خود دستگیر می‌شوند و سامانتا اعلام می‌کند که سازمان، «سیب‌های فاسد» خود را پاکسازی کرده است. پس از ملاقات با هندرسون که بهبود یافته است، چارلی بازسازی هواپیمای خود را به پایان می‌رساند و آن را برای پرواز می‌برد.

## تولید
فیلمبرداری در ژوئن ۲۰۲۳ در لندن آغاز شد. مکان‌های فیلمبرداری در اطراف جنوب شرقی انگلستان و همچنین فرانسه و ترکیه برنامه‌ریزی شده‌است. فیلمبرداری در ژوئیه به دلیل اعتصاب نویسندگان در سال ۲۰۲۳ به حالت تعلیق درآمد.